# کوژبیه (استان پومرانی)
کوژبیه (به لهستانی:  Korzybie) یک روستا در لهستان است که در گمینا کنپیتسه واقع شده‌است.
 کوژبیه  ۹۱۹ نفر جمعیت دارد.